# Eduardo Sacheri
Eduardo Alfredo Sacheri (Castelar, 13 de diciembre de 1967) es un escritor, guionista, historiador y docente argentino.
Se hizo conocido para el gran público por su novela La pregunta de sus ojos, en la que se basó la película de Juan José Campanella El secreto de sus ojos, cuyo guion coescribió. También otra de sus obras que trascendió fue La Odisea de los Giles.

## Biografía
Nacido en la Ciudad Autónoma de Buenos Aires, estudió la licenciatura en Historia en la Universidad Nacional de Luján, Sacheri ejerce como profesor en escuelas secundarias del conurbano bonaerense.Comenzó a escribir cuentos a mediados de la década de 1990. Sus historias de temática futbolística fueron difundidas por Alejandro Apo en su programa Todo con afecto en radio Continental.
Ha publicado cuentos y novelas. La primera, La pregunta de sus ojos (2005), fue llevada al cine por el director Juan José Campanella con el título El secreto de sus ojos. La película ha recibido numerosos premios, entre ellos el Oscar a la mejor película extranjera en 2009. Sacheri y Campanella también coescribieron el guion de la película animada Metegol, inspirado en el cuento Memorias de un wing derecho, de Roberto Fontanarrosa.
Ha participado en campañas de estímulo de la lectura implementadas por el Ministerio de Educación argentino. Desde 2011 trabaja para la revista deportiva El Gráfico, donde escribe una columna sobre fútbol. Algunos de estos relatos han sido publicados en antologías: Aviones en el cielo (2011), Las llaves del reino (2015) y El fútbol, de la mano (2017).
Su obra ha sido traducida a varios idiomas, entre ellos, alemán, francés e inglés.
En 2015 se incorporó al programa Perros de la calle, emitido por radio Metro 95.1, en el que presenta una columna quincenal sobre literatura.
En 2016 ganó el Premio Alfaguara por su novela La noche de la Usina.
En 2022 formará parte de la cobertura de la Copa Mundial de Fútbol de 2022 para DEPORTV.
En 2023 publica su novela Nosotros dos en la tormenta, la historia de dos amigos que pertenecen a dos organizaciones armadas diferentes, en la época previa a la dictadura.

## Obras

### Novelas
- 2005: La pregunta de sus ojos (reditada por Alfaguara en julio de 2009 bajo el título "El secreto de sus ojos")
- 2008: Aráoz y la verdad
- 2011: Papeles en el viento
- 2014: Ser feliz era esto
- 2016: La noche de la Usina
- 2019: Lo mucho que te amé
- 2021: El funcionamiento general del mundo
- 2023: Nosotros dos en la tormenta
- 2025: Demasiado lejos

### Cuentos
- 2000: Esperándolo a Tito y otros cuentos de fútbol (editado en España como Los traidores y otros cuentos como La vida que pensamos).
- 2001: Te conozco Mendizábal y otros cuentos.
- 2003: Lo raro empezó después y otros cuentos.
- 2007: Un viejo que se pone de pie y otros cuentos.
- 2012: Los dueños del mundo.
- 2013: La vida que pensamos.

### Artículos
- 2015: Las llaves del reino
- 2017: El fútbol, de la mano

### Ensayo
- 2022: Los días de la Revolución (1806 - 1820): Una historia de Argentina cuando no era Argentina.
- 2024: Los días de la violencia (1820-1852): Una historia de Argentina cuando empieza a ser Argentina.

### Guion
- 2009: El secreto de sus ojos
- 2016: El último hombre (cortometraje)

## Sobre Sacheri

### Filmografía
- 2009, El secreto de sus ojos (filme dirigido por Juan José Campanella basado en La pregunta de sus ojos)
- 2015, Papeles en el viento (filme dirigido por Juan Taratuto basado en Papeles en el viento)
- 2019, La odisea de los giles (filme dirigido por Sebastián Borensztein basado en La noche de la usina)

## Premios
Medallas del Círculo de Escritores Cinematográficos
| Año  | Categoría            | Película               | Resultado |
| ---- | -------------------- | ---------------------- | --------- |
| 2009 | Mejor guion adaptado | El secreto de sus ojos | Ganador   |

Premio Alfaguara de Novela
| Año  | Novela               | Resultado |
| ---- | -------------------- | --------- |
| 2016 | La noche de la Usina | Ganador   |

Premios Konex
| Año  | Disciplina                | Resultado |
| ---- | ------------------------- | --------- |
| 2024 | Novela: Periodo 2018-2020 | Ganador   |